# Nawenachewi
Nawenachewi (gruz. ნავენახევი) – wieś w Gruzji, w regionie Imeretia, w gminie Terdżola. W 2014 roku liczyła 327 mieszkańców.